# Kalālaq
Kalālaq (persiska: کلالق) är en ort i Iran.   Den ligger i provinsen Östazarbaijan, i den nordvästra delen av landet, 500 km nordväst om huvudstaden Teheran. Kalālaq ligger 1 262 meter över havet och antalet invånare är 512.
Terrängen runt Kalālaq är huvudsakligen kuperad, men norrut är den bergig. Kalālaq ligger nere i en dal. Runt Kalālaq är det ganska glesbefolkat, med 27 invånare per kvadratkilometer. Närmaste större samhälle är Kaleybar, 5,2 km norr om Kalālaq. Trakten runt Kalālaq består i huvudsak av gräsmarker.